# 금화로
금화로(Geumhwa-ro)는 광주광역시 서구 금호동에서 서구 농성동서구보건소앞사거리를 잇는 광주광역시의 도로이다. 

## 주요 경유지
광주광역시
- 서구 (금호동 . 화정동 . 월산동 . 농성동)

## 노선
| 이름                    | 접속 노선                           | 소재지     | 소재지 | 소재지 | 비고 |
| ----------------------- | ----------------------------------- | ---------- | ------ | ------ | ---- |
| (이름없음)              | 서광주로                            | 광주광역시 | 서구   | 금호동 |      |
| 풍금사거리              | 풍금로                              | 광주광역시 | 서구   | 금호동 |      |
| 염주종합체육관앞 교차로 | 광주광역시도 제32호선 (월드컵4강로) | 광주광역시 | 서구   | 화정동 |      |
| 짚봉터널                |                                     | 광주광역시 | 서구   | 화정동 |      |
|                         | 주월동                              | 광주광역시 | 서구   |        |      |
| (이름없음)              | 국도 제1호선 (대남대로)             | 광주광역시 | 서구   | 월산동 |      |
| 서구보건소앞사거리      | 광주광역시도 제8호선 (경열로)       | 광주광역시 | 서구   | 농성동 |      |

## 주요 건물 및 시설
- 신협 광주와이신협 본점 (금화로 40/금호동 240-50)
- 삼성디지털프라자 금호점 (금화로 46/금호동 240-46)
- 만호초등학교 (금화로 53/금호동 244-16)
- 투썸플레이스 광주금호점 (금화로 67/금호동 250-13)
- 파리바게트 광주마재점 (금화로 88/금호동 793)
- 농협 서창농협 본점 (금화로 92/금호동 793-2)
- 광주월드컵경기장 (금화로 240/풍암동 423-2)
- 롯데마트 월드컵점 (금화로 240/풍암동 423-2)
- 던킨 광주월드컵점 (금화로 240/풍암동 423-2)
- 염주종합체육관 (금화로 278/풍암동 423-2)
- GS칼텍스 미래주유소 (금화로 380/주월동 624-1)
- 롯데하이마트 주월점 (금화로 403/월산동 970-2)
- GS칼텍스 온누리주유소 (금화로 407/월산동 971-7)
- SK에너지 SK월드컵주유소 (금화로 412/월산동 988-5)